# Möbius-féle megfordítási formula
Möbius-féle megfordítási formula a matematikában, ezen belül a számelméletben a Möbius-függvény egyik legfontosabb tulajdonságát kimondó képlet. A klasszikus formulát a 19. században alkotta meg August Ferdinand Möbius.
Hasonló képletek kaphatók lokálisan véges részben rendezett halmazok felhasználásával. Lásd: illeszkedési algebra.

## Az állítás
Legyen {\displaystyle f(n)} számelméleti függvény. Definiáljuk a {\displaystyle g(n)} számelméleti függvényt a
képlettel. Ekkor minden n-re
teljesül, ahol μ a Möbius-függvény, és az összegzés befutja n pozitív osztóit. A két függvényt egymás Möbius-transzformáltjának nevezik.
Általánosabban, a képlet akkor is működik, ha az f és g függvények a pozitív egészek helyett egy másik Abel-csoportba képeznek.
A Dirichlet-konvolúció jelölésével az első képlet:
{\displaystyle g=f*1}
a második képlet:
{\displaystyle f=\mu *g.}
ahol 1 a konstans 1 függvény, és * a Dirichlet-konvolúció.

## Bizonyítása
Felhasználjuk a
tulajdonságot.
Eszerint
Másként, a képlet következik abból, hogy {\displaystyle *} asszociatív és kommutatív, és {\displaystyle 1*\mu =\epsilon }, ahol {\displaystyle \epsilon } a Dirichlet-konvolúció identitásfüggvénye, és így definiálható:
{\displaystyle \epsilon (1)=1,} és {\displaystyle \epsilon (n)=0} minden {\displaystyle n>1}-re.
Emiatt {\displaystyle \mu *g=\mu *(1*f)=(\mu *1)*f=\epsilon *f=f}.

## Relációk
Legyen
{\displaystyle a_{n}=\sum _{d\mid n}b_{d}}
úgy, hogy
{\displaystyle b_{n}=\sum _{d\mid n}\mu \left({\frac {n}{d}}\right)a_{d}}
a transzformációja. A transzformáció a sorok segítségével elvégezhető: a Lambert-sor
{\displaystyle \sum _{n=1}^{\infty }a_{n}x^{n}=\sum _{n=1}^{\infty }b_{n}{\frac {x^{n}}{1-x^{n}}}}
és a Dirichlet-sor:
{\displaystyle \sum _{n=1}^{\infty }{\frac {a_{n}}{n^{s}}}=\zeta (s)\sum _{n=1}^{\infty }{\frac {b_{n}}{n^{s}}}}
ahol {\displaystyle \zeta (s)} a Riemann-féle zéta-függvény.

## Ismételt transzformációk
Egy adott számtani függvényből függvények egy mindkét irányban végtelen sorozata kapható az összegzési és a megfordítási képletek többszöri alkalmazásával.
Például a {\displaystyle \varphi } függvénnyel kezdve:
1. {\displaystyle \varphi } az Euler-függvény
2. {\displaystyle \varphi *1=\operatorname {Id} } ahol {\displaystyle \operatorname {Id} (n)=n} az identitásfüggvény
3. {\displaystyle \operatorname {Id} *1=\sigma _{1}=\sigma }, az osztóösszeg-függvény

A Möbius-függvénnyel kezdve:
1. {\displaystyle \mu }, a Möbius-függvény
2. {\displaystyle \mu *1=\varepsilon } ahol {\displaystyle \varepsilon (n)={\begin{cases}1,&{\mbox{ha }}n=1\\0,&{\mbox{ha }}n>1\end{cases}}} az egységfüggvény
3. {\displaystyle \varepsilon *1=1}, a konstans függvény
4. {\displaystyle 1*1=\sigma _{0}=\operatorname {d} =\tau }, ahol {\displaystyle \operatorname {d} =\tau } az n osztóinak számát adja meg.

Mindegyik lista folytatható mindkét irányba a Möbius-féle megfordítási formula felhasználásával:
Például {\displaystyle \varphi }-vel indulva:
{\displaystyle f_{n}={\begin{cases}\underbrace {\mu *\ldots *\mu } _{-n{\text{ factors}}}*\varphi &{\text{ha }}n<0\\\varphi &{\text{ha }}n=0\\\varphi *\underbrace {1*\ldots *1} _{n{\text{ factors}}}&{\text{ha }}n>0\end{cases}}}
A Dirichlet-sorok segíthetnek megérteni ezeket a függvényeket. A transzformáció minden egyes alkalmazása megfelel a Riemann-féle zéta-függvénnyel való szorzásnak.

## Általánosítások
Egy leginkább a kombinatorikában használt hasonló megfordítási képlet a következő: Legyen F(x) és G(x) az [1,∞) intervallumon értelmezett komplex értékű függvény. Ekkor, hogyha
{\displaystyle G(x)=\sum _{1\leq n\leq x}F(x/n)\quad {\mbox{ ha }}x\geq 1},
akkor
{\displaystyle F(x)=\sum _{1\leq n\leq x}\mu (n)G(x/n)\quad {\mbox{ ha }}x\geq 1.}
Itt az összegzés minden pozitív egészre megy, ami kisebb vagy egyenlő, mint x.
Ez egy még általánosabb képlet speciális esete. Ha az {\displaystyle \alpha (n)} számelméleti függvény Dirichlet-inverze {\displaystyle \alpha ^{-1}(n)}, akkor
{\displaystyle G(x)=\sum _{1\leq n\leq x}\alpha (n)F(x/n)\quad {\mbox{ ha }}x\geq 1}
és
{\displaystyle F(x)=\sum _{1\leq n\leq x}\alpha ^{-1}(n)G(x/n)\quad {\mbox{ ha }}x\geq 1.}
Ez az {\displaystyle \alpha (n)=1} konstans függvény példáján látható a legjobban, aminek Dirichlet-inverze
{\displaystyle \alpha ^{-1}(n)=\mu (n)}.
Az első kiterjesztés részleges alkalmazása az f(n) és g(n) pozitív egészeken értelmezett komplex értékű függvényekre, ahol
{\displaystyle g(n)=\sum _{1\leq m\leq n}f\left(\left\lfloor {\frac {n}{m}}\right\rfloor \right)\quad {\mbox{ hogyha }}n\geq 1.}
Az {\displaystyle F(x)=f(\lfloor x\rfloor )} és {\displaystyle G(x)=g(\lfloor x\rfloor )} függvények bevezetésével:
{\displaystyle f(n)=\sum _{1\leq m\leq n}\mu (m)g\left(\left\lfloor {\frac {n}{m}}\right\rfloor \right)\quad {\mbox{ ha }}n\geq 1.}
A képlet egy egyszerű felhasználási példája a tovább nem egyszerűsíthető törtek megszámlálását, ha 0 < a/b < 1 és b≤n. EZ azt is jelenti, hogy a számláló és a nevező relatív prímek. Jelöljük ezt a számot f(n)-nel. Ekkor a fenti számításokkal kapott g(n) azoknak a törteknek a száma, amelyekre b≤n, és a számláló és a nevező nem feltétlenül relatív prím. Ez így látható be: Ha az a/b törtben a és b legnagyobb közös osztója d, és b≤n, akkor a tört tovább nem egyszerűsíthető alakja (a/d)/(b/d), ahol b/d ≤ n/d. Innen már egyszerű, hogy g(n) = n(n-1)/2, de f(n) nehezebben számítható.
Egy másik megfordítási képlet, ha a benne szereplő sorok abszolút folytonosak:
{\displaystyle g(x)=\sum _{m=1}^{\infty }{\frac {f(mx)}{m^{s}}}\quad {\mbox{ ha }}x\geq 1\quad \Longleftrightarrow \quad f(x)=\sum _{m=1}^{\infty }\mu (m){\frac {g(mx)}{m^{s}}}\quad {\mbox{ ha }}x\geq 1.}
Ez szintén azt az esetet általánosítja, hogy {\displaystyle \alpha (n)} számelméleti függvény, és Dirichlet-inverze {\displaystyle \alpha ^{-1}(n)}:
{\displaystyle g(x)=\sum _{m=1}^{\infty }\alpha (m){\frac {f(mx)}{m^{s}}}\quad {\mbox{ ha }}x\geq 1\quad \Longleftrightarrow \quad f(x)=\sum _{m=1}^{\infty }\alpha ^{-1}(m){\frac {g(mx)}{m^{s}}}\quad {\mbox{ ha }}x\geq 1.}

## Az általánosítások bizonyítása
A következőkben Iverson konvencióját használjuk, ami szerint az igaz számértéke 1, a hamis számértéke 0.
Az első általánosítás bizonyításához felhasználjuk, hogy {\displaystyle \sum _{d|n}\mu (d)=i(n)}, vagyis 1*μ=i.
Ezután így folytatjuk a számolást:
{\displaystyle {\begin{aligned}\sum _{1\leq n\leq x}\mu (n)g\left({\frac {x}{n}}\right)&=\sum _{1\leq n\leq x}\mu (n)\sum _{1\leq m\leq x/n}f\left({\frac {x}{mn}}\right)\\&=\sum _{1\leq n\leq x}\mu (n)\sum _{1\leq m\leq x/n}\sum _{1\leq r\leq x}[r=mn]f\left({\frac {x}{r}}\right)\\&=\sum _{1\leq r\leq x}f\left({\frac {x}{r}}\right)\sum _{1\leq n\leq x}\mu (n)\sum _{1\leq m\leq x/n}[m=r/n]\qquad {\text{az összegzés sorrendjének megváltoztatásával}}\\&=\sum _{1\leq r\leq x}f\left({\frac {x}{r}}\right)\sum _{n|r}\mu (n)\\&=\sum _{1\leq r\leq x}f\left({\frac {x}{r}}\right)i(r)\\&=f(x)\qquad {\text{mivel }}i(r)=0{\text{ kivéve, ha }}r=1\end{aligned}}}
A második általánosítás hasonlóan bizonyítható, kivéve hogy a konstans 1 helyett α(n) szerepel.

## Fordítás
- Ez a szócikk részben vagy egészben  a   Möbius inversion formula című angol Wikipédia-szócikk fordításán alapul.  Az eredeti cikk szerkesztőit annak laptörténete sorolja fel. Ez a jelzés csupán a megfogalmazás eredetét és a szerzői jogokat jelzi, nem szolgál a cikkben szereplő információk forrásmegjelöléseként.